# Chińskie Tajpej na Letnich Igrzyskach Olimpijskich 2020
Chińskie Tajpej na Letnich Igrzyskach Olimpijskich 2020 reprezentowało 68 zawodników : 33 mężczyzn i 35 kobiet. Był to 15 start reprezentacji Tajwanu na letnich igrzyskach olimpijskich.

## Zdobyte medale[3]
| Medal  | Zawodnik                                     | Dyscyplina           | Konkurencja                          | Rezultat                                                                            | Data       |
| ------ | -------------------------------------------- | -------------------- | ------------------------------------ | ----------------------------------------------------------------------------------- | ---------- |
| Złoto  | Kuo Hsing-chun                               | Podnoszenie ciężarów | kategoria do 59 kg kobiet            | 236 kg                                                                              | 27 lipca   |
| Złoto  | Chen Yufei, Wang Chi-lin                     | Badminton            | gra podwójna mężczyzn                | W finale pokonali Chińczyków Li Junhui / Liu Yuchen                                 | 31 lipca   |
| Srebro | Yang Yung-wei                                | Judo                 | kategoria do 60 kg mężczyzn          | W finale uległ reprezentantowi Japonii Naohisa Takatō                               | 24 lipca   |
| Srebro | Tang Chih-chun, Wei Chun-heng, Deng Yu-cheng | Łucznictwo           | zawody drużynowe mężczyzn            | W finale ulegli drużynie Korei Południowej                                          | 26 lipca   |
| Srebro | Lee Chih-kai                                 | Gimnastyka sportowa  | ćwiczenia na koniu z łękami mężczyzn | 15,400 pkt                                                                          | 1 sierpnia |
| Srebro | Tai Tzu-ying                                 | Badminton            | gra pojedyncza kobiet                | W finale uległa reprezentantce Chin Chen Yufei                                      | 1 sierpnia |
| Brąz   | Lo Chia-ling                                 | Taekwondo            | kategoria do 57 kg kobiet            | W pojedynku o brązowy medal pokonała reprezentantkę Nigru Tekiath Ben Yessouf       | 25 lipca   |
| Brąz   | Lin Yun-ju, Cheng I-ching                    | Tenis stołowy        | gra mieszana                         | w pojedynku o brązowy medal pokonali reprezentantów Francji Lebesson / Jia Nan Yuan | 26 lipca   |
| Brąz   | Chen Wen-huei                                | Podnoszenie ciężarów | kategoria do 64 kg kobiet            | 230 kg                                                                              | 27 lipca   |
| Brąz   | Pan Cheng-tsung                              | Golf                 | turniej mężczyzn                     | 15 poniżej par                                                                      | 1 sierpnia |
| Brąz   | Huang Hsiao-wen                              | Boks                 | kategoria musza kobiet               | W półfinale uległa reprezentantce Turcji Buse Naz Çakıroğlu                         | 4 sierpnia |
| Brąz   | Wen Tzu-yun                                  | Karate               | kumite kobiet kategoria do 57 kg     | W półfinale uległa reprezentantce Ukrainy Anželika Terluha                          | 5 sierpnia |

## Skład kadry

### Badminton
| Zawodnik                | Konkurencja        | Faza grupowa                               | Faza grupowa                           | Faza grupowa                               | Pozycja | 1/8                        | Ćwierćfinały                       | Półfinały                         | Finał                                   | Finał   | Źródło                    |
| Zawodnik                | Konkurencja        | Przeciwnik Wynik                           | Przeciwnik Wynik                       | Przeciwnik Wynik                           | Pozycja | Przeciwnik Wynik           | Przeciwnik Wynik                   | Przeciwnik Wynik                  | Przeciwnik Wynik                        | Pozycja | Źródło                    |
| ----------------------- | ------------------ | ------------------------------------------ | -------------------------------------- | ------------------------------------------ | ------- | -------------------------- | ---------------------------------- | --------------------------------- | --------------------------------------- | ------- | ------------------------- |
| Wang Tzu-wei            | gra pojedyncza (m) | Karunaratne 2:0 (21-12, 21-15)             | Nguyen 2:1(21-12, 18-21, 21-12)        | N\A                                        | 1.      | Axelsen 0:2 (16-21, 14-21) | NQ                                 | NQ                                | NQ                                      | 9.      | [ 4 ] [ 5 ] [ 6 ] [ 7 ]   |
| Chou Tien-chen          | gra pojedyncza (m) | Burestedt 2:0 (21-12, 21-11)               | Yang 2:1(21-18, 16-21, 22-20)          | N\A                                        | 1.      | Bye                        | Chen Long 1:2 (14-21, 21-9, 14-21) | NQ                                | NQ                                      | 5.      | [ 4 ] [ 5 ] [ 6 ] [ 7 ]   |
| Tai Tzu-ying            | gra pojedyncza (k) | Jaquet 2:0 (21-7, 21-13)                   | Nguyễn Thùy Linh 2:0 (21-16, 21-11)    | Qi Xuefei 2:0 (21-10, 21-13)               | 1.      | Bye                        | Intanon 2:1 (14-21, 21-18. 21-18)  | Sindhu 2:0 (21-18, 21-12)         | Chen Yufei 1:2 (18-21, 21-19, 18-21)    | srebro  | [ 4 ] [ 8 ] [ 9 ]         |
| Chen Yufei Wang Chi-lin | gra podwójna (m)   | Rankireddy Shetty 1:2 (16-21,21-16, 25-27) | Ben Lane Sean Vendy 2:0 (21-17, 21-14) | Gideon Sukamuljo 2:1 (21-18, 15-21, 21-17) | 2.      | N/A                        | Endo Watanabe 2:0 (21-16, 21-19)   | Ahsan Setiawan 2:0 (21-11, 21-10) | Li Junhui Liu Yuchen 2:0 (21-18, 21-12) | złoto   | [ 4 ] [ 8 ] [ 10 ] [ 11 ] |

### Boks
| Zawodnik        | Konkurencja            | 1/16             | 1/8              | Ćwierćfinał       | Półfinał         | Finał            | Finał   | Źródło |
| Zawodnik        | Konkurencja            | Przeciwnik Wynik | Przeciwnik Wynik | Przeciwnik Wynik  | Przeciwnik Wynik | Przeciwnik Wynik | Miejsce | Źródło |
| --------------- | ---------------------- | ---------------- | ---------------- | ----------------- | ---------------- | ---------------- | ------- | ------ |
| Huang Hsiao-wen | waga musza kobiet      | Bye              | Sorrentino W 5-0 | Radovanović W 5-0 | Çakıroğlu P 0-5  | NQ               | brąz    | [ 12 ] |
| Lin Yu-ting     | waga piórkowa kobiet   | Bye              | Petecio P 2-3    | NQ                | NQ               | NQ               | 9.      | [ 13 ] |
| Wu Shih-yi      | waga lekka kobiet      | Alexiusson W 4-1 | Ferreira P 0-5   | NQ                | NQ               | NQ               | 9.      | [ 14 ] |
| Chen Nien-chin  | waga półśrednia kobiet | Bye              | Carini W 3-2     | Borgohain P 4-1   | NQ               | NQ               | 5.      | [ 15 ] |

### Gimnastyka
Mężczyźni
| Zawodnik       | Konkurencja        | Kwalifikacje | Kwalifikacje | Kwalifikacje | Kwalifikacje | Kwalifikacje | Kwalifikacje | Kwalifikacje | Finał    | Finał    | Finał    | Finał    | Finał    | Finał    | Finał | Pozycja | Źródło |
| Zawodnik       | Konkurencja        | Przyrząd     | Przyrząd     | Przyrząd     | Przyrząd     | Przyrząd     | Przyrząd     | Razem        | Przyrząd | Przyrząd | Przyrząd | Przyrząd | Przyrząd | Przyrząd | Razem | Pozycja | Źródło |
| Zawodnik       | Konkurencja        | F            | PH           | R            | V            | PB           | HB           | Razem        | F        | PH       | R        | V        | PB       | HB       | Razem | Pozycja | Źródło |
| -------------- | ------------------ | ------------ | ------------ | ------------ | ------------ | ------------ | ------------ | ------------ | -------- | -------- | -------- | -------- | -------- | -------- | ----- | ------- | ------ |
| Hung Yuan-hsi  | wielobój drużynowy | 12,233       | 10,766       | 12,633       | 12,966       | 11,500       | 13,000       | 74,098       | NQ       | NQ       | NQ       | NQ       | NQ       | NQ       | NQ    | 10.     | [ 16 ] |
| Lee Chih-kai   | wielobój drużynowy | 14,200       | 15,266       | 13,033       | 14,500       | 14,233       | 13,100       | 84,332       | NQ       | NQ       | NQ       | NQ       | NQ       | NQ       | NQ    | 10.     | [ 17 ] |
| Shiao Yu-jan   | wielobój drużynowy | 13,833       | 12,900       | 12,833       | 14,333       | 12,100       | 11,800       | 77,799       | NQ       | NQ       | NQ       | NQ       | NQ       | NQ       | NQ    | 10.     | [ 18 ] |
| Tang Chia-hung | wielobój drużynowy | 14,333       | 13,000       | 13,833       | 14,400       | 13,966       | 13,400       | 82,932       | NQ       | NQ       | NQ       | NQ       | NQ       | NQ       | NQ    | 10.     | [ 19 ] |
| Razem          | wielobój drużynowy | 42,366       | 41,166       | 39,699       | 43,233       | 40,299       | 39,500       | 246,263      | NQ       | NQ       | NQ       | NQ       | NQ       | NQ       | NQ    | 10.     | [ 20 ] |

| Zawodnik       | Konkurencja                 | Kwalifikacje | Kwalifikacje | Kwalifikacje | Kwalifikacje | Kwalifikacje | Kwalifikacje | Kwalifikacje | Kwalifikacje | Finał    | Finał    | Finał    | Finał    | Finał    | Finał    | Finał  | Finał   | Źródło |
| Zawodnik       | Konkurencja                 | Przyrząd     | Przyrząd     | Przyrząd     | Przyrząd     | Przyrząd     | Przyrząd     | Razem        | Pozycja      | Przyrząd | Przyrząd | Przyrząd | Przyrząd | Przyrząd | Przyrząd | Razem  | Pozycja | Źródło |
| Zawodnik       | Konkurencja                 | F            | PH           | R            | V            | PB           | HB           | Razem        | Pozycja      | F        | PH       | R        | V        | PB       | HB       | Razem  | Pozycja | Źródło |
| -------------- | --------------------------- | ------------ | ------------ | ------------ | ------------ | ------------ | ------------ | ------------ | ------------ | -------- | -------- | -------- | -------- | -------- | -------- | ------ | ------- | ------ |
| Lee Chih-kai   | wielobój indywidualnie      | 14,200       | 15,266       | 13,033       | 14,500       | 14,233       | 13,100       | 84,332       | 17.          | 14,400   | 12,666   | 12,733   | 14,400   | 13,900   | 12,600   | 80,699 | 21.     | [ 17 ] |
| Tang Chia-hung | wielobój indywidualnie      | 14,333       | 13,000       | 13,833       | 14,400       | 13,966       | 13,400       | 82,932       | 22.          | 14,366   | 13,333   | 14,100   | 14,433   | 13,800   | 14,766   | 84,798 | 7.      | [ 19 ] |
| Shiao Yu-jan   | wielobój indywidualnie      | 13,833       | 12,900       | 12,833       | 14,833       | 12,100       | 11,800       | 77,799       | 54.          | NQ       | NQ       | NQ       | NQ       | NQ       | NQ       | NQ     | 54.     | [ 18 ] |
| Hung Yuan-hsi  | wielobój indywidualnie      | 13,233       | 10,766       | 12,633       | 12,966       | 11,500       | 13,000       | 74,098       | 60.          | NQ       | NQ       | NQ       | NQ       | NQ       | NQ       | NQ     | 60.     | [ 16 ] |
| Tang Chia-hung | ćwiczenia wolne             | 14,333       | N/A          | N/A          | N/A          | N/A          | N/A          | 14,333       | 16.          | NQ       | NQ       | NQ       | NQ       | NQ       | NQ       | NQ     | 16.     | [ 19 ] |
| Lee Chih-kai   | ćwiczenia wolne             | 14,200       | N/A          | N/A          | N/A          | N/A          | N/A          | 14,200       | 21.          | NQ       | NQ       | NQ       | NQ       | NQ       | NQ       | NQ     | 21.     | [ 17 ] |
| Shiao Yu-jan   | ćwiczenia wolne             | 13,833       | N/A          | N/A          | N/A          | N/A          | N/A          | 13,833       | 31.          | NQ       | NQ       | NQ       | NQ       | NQ       | NQ       | NQ     | 31.     | [ 18 ] |
| Hung Yuan-hsi  | ćwiczenia wolne             | 13,233       | N/A          | N/A          | N/A          | N/A          | N/A          | 13,233       | 52.          | NQ       | NQ       | NQ       | NQ       | NQ       | NQ       | NQ     | 52.     | [ 16 ] |
| Lee Chih-kai   | ćwiczenia na poręczach      | N/A          | N/A          | N/A          | N/A          | 14,233       | N/A          | 14,233       | 39.          | NQ       | NQ       | NQ       | NQ       | NQ       | NQ       | NQ     | 39.     | [ 17 ] |
| Tang Chia-hung | ćwiczenia na poręczach      | N/A          | N/A          | N/A          | N/A          | 13,966       | N/A          | 13,966       | 47.          | NQ       | NQ       | NQ       | NQ       | NQ       | NQ       | NQ     | 47.     | [ 19 ] |
| Shiao Yu-jan   | ćwiczenia na poręczach      | N/A          | N/A          | N/A          | N/A          | 12,100       | N/A          | 12,100       | 65.          | NQ       | NQ       | NQ       | NQ       | NQ       | NQ       | NQ     | 65.     | [ 18 ] |
| Hung Yuan-hsi  | ćwiczenia na poręczach      | N/A          | N/A          | N/A          | N/A          | 11,500       | N/A          | 11,500       | 69.          | NQ       | NQ       | NQ       | NQ       | NQ       | NQ       | NQ     | 69.     | [ 16 ] |
| Tang Chia-hung | ćwiczenia na drążku         | N/A          | N/A          | N/A          | N/A          | N/A          | 13,400       | 13,400       | 33.          | NQ       | NQ       | NQ       | NQ       | NQ       | NQ       | NQ     | 33.     | [ 19 ] |
| Lee Chih-kai   | ćwiczenia na drążku         | N/A          | N/A          | N/A          | N/A          | N/A          | 13,100       | 13,100       | 46.          | NQ       | NQ       | NQ       | NQ       | NQ       | NQ       | NQ     | 46.     | [ 17 ] |
| Hung Yuan-hsi  | ćwiczenia na drążku         | N/A          | N/A          | N/A          | N/A          | N/A          | 13,000       | 13,000       | 50.          | NQ       | NQ       | NQ       | NQ       | NQ       | NQ       | NQ     | 50.     | [ 16 ] |
| Shiao Yu-jan   | ćwiczenia na drążku         | N/A          | N/A          | N/A          | N/A          | N/A          | 11,800       | 11,800       | 65.          | NQ       | NQ       | NQ       | NQ       | NQ       | NQ       | NQ     | 65.     | [ 18 ] |
| Lee Chih-kai   | ćwiczenia na koniu z łękami | N/A          | 15,266       | N/A          | N/A          | N/A          | N/A          | 15,266       | 1.           | N/A      | 15,400   | N/A      | N/A      | N/A      | N/A      | 15,400 | srebro  | [ 17 ] |
| Tang Chia-hung | ćwiczenia na koniu z łękami | N/A          | 13,000       | N/A          | N/A          | N/A          | N/A          | 13,000       | 45.          | NQ       | NQ       | NQ       | NQ       | NQ       | NQ       | NQ     | 45.     | [ 19 ] |
| Shiao Yu-jan   | ćwiczenia na koniu z łękami | N/A          | 12,900       | N/A          | N/A          | N/A          | N/A          | 12,900       | 51.          | NQ       | NQ       | NQ       | NQ       | NQ       | NQ       | NQ     | 51.     | [ 18 ] |
| Hung Yuan-hsi  | ćwiczenia na koniu z łękami | N/A          | 10,766       | N/A          | N/A          | N/A          | N/A          | 10,766       | 73.          | NQ       | NQ       | NQ       | NQ       | NQ       | NQ       | NQ     | 73.     | [ 16 ] |
| Tang Chia-hung | ćwiczenia na kółkach        | N/A          | N/A          | 13,833       | N/A          | N/A          | N/A          | 13,833       | 28.          | NQ       | NQ       | NQ       | NQ       | NQ       | NQ       | NQ     | 28.     | [ 19 ] |
| Lee Chih-kai   | ćwiczenia na kółkach        | N/A          | N/A          | 13,033       | N/A          | N/A          | N/A          | 13,033       | 57.          | NQ       | NQ       | NQ       | NQ       | NQ       | NQ       | NQ     | 57.     | [ 17 ] |
| Shiao Yu-jan   | ćwiczenia na kółkach        | N/A          | N/A          | 12,833       | N/A          | N/A          | N/A          | 12,833       | 59.          | NQ       | NQ       | NQ       | NQ       | NQ       | NQ       | NQ     | 59.     | [ 18 ] |
| Hung Yuan-hsi  | ćwiczenia na kółkach        | N/A          | N/A          | 12,633       | N/A          | N/A          | N/A          | 12,633       | 63.          | NQ       | NQ       | NQ       | NQ       | NQ       | NQ       | NQ     | 63.     | [ 16 ] |

Kobiety
| Zawodniczka   | Konkurencja             | Kwalifikacje | Kwalifikacje | Finał  | Finał   | Źródło |
| Zawodniczka   | Konkurencja             | Punkty       | Pozycja      | Punkty | Pozycja | Źródło |
| ------------- | ----------------------- | ------------ | ------------ | ------ | ------- | ------ |
| Ting Hua-tien | ćwiczenia na poręczach  | 12,233       | 63.          | NQ     | NQ      | [ 21 ] |
| Ting Hua-tien | ćwiczenia na równoważni | 12,566       | 50.          | NQ     | NQ      | [ 21 ] |

### Golf
| Zawodnik        | Konkurencja | Runda 1 | Runda 2 | Runda 3 | Runda 4 | Łącznie | Łącznie | Łącznie | Źródło |
| Zawodnik        | Konkurencja | Wynik   | Wynik   | Wynik   | Wynik   | Wynik   | Par     | Pozycja | Źródło |
| --------------- | ----------- | ------- | ------- | ------- | ------- | ------- | ------- | ------- | ------ |
| Hsu Wei-ling    | kobiety     | 69      | 69      | 71      | 66      | 275     | - 9     | 15.     | [ 22 ] |
| Min Lee         | kobiety     | 69      | 69      | 72      | 72      | 282     | - 2     | 34.     | [ 22 ] |
| Pan Cheng-tsung | Mężczyźni   | 74      | 66      | 66      | 63      | 269     | - 15    | [ a ]   | [ 23 ] |

### Jeździectwo
| Zawodnik     | Konkurencja   | Koń                   | Kwalifikacje | Kwalifikacje | Kwalifikacje | Kwalifikacje | Finał      | Finał       | Finał   | Pozycja | Źródło        |
| Zawodnik     | Konkurencja   | Koń                   | Kary         | Kary         | Łącznie      | Pozycja      | Kary       | Kary        | Łącznie | Pozycja | Źródło        |
| Zawodnik     | Konkurencja   | Koń                   | Przeszkody   | Limit czasu  | Łącznie      | Pozycja      | Przeszkody | Limit czasu | Łącznie | Pozycja | Źródło        |
| ------------ | ------------- | --------------------- | ------------ | ------------ | ------------ | ------------ | ---------- | ----------- | ------- | ------- | ------------- |
| Jasmine Chen | indywidualnie | Benitius di Vallerano | 8            | 1            | 9            | 47.          | NQ         | NQ          | NQ      | 47.     | [ 24 ] [ 25 ] |

### Judo
| Zawodnik       | Konkurencja | 1/16                | 1/8                 | Ćwierćfinał         | Półfinał            | Repasaże            | Finał / 3.miejsce   | Finał / 3.miejsce | Źródła |
| Zawodnik       | Konkurencja | Przeciwniczka Wynik | Przeciwniczka Wynik | Przeciwniczka Wynik | Przeciwniczka Wynik | Przeciwniczka Wynik | Przeciwniczka Wynik | Pozycja           | Źródła |
| -------------- | ----------- | ------------------- | ------------------- | ------------------- | ------------------- | ------------------- | ------------------- | ----------------- | ------ |
| Yang Yung-wei  | -60 kg (m)  | Bye                 | Gerczew W 10-00     | Tsjakadoea W 10-00  | Mkheidze W 01-00    | N/A                 | Takatō P 000-101    | srebro            | [ 26 ] |
| Lin Chen-hao   | -48 kg (k)  | Milani W 10-01      | Dołgowa P 01-00     | Krasniqi P 00-10    | NQ                  | Rishony P 00-10     | NQ                  | 7.                | [ 27 ] |
| Lien Chen-ling | -57 kg (k)  | Bye                 | Kajzer P 00-10      | NQ                  | NQ                  | NQ                  | NQ                  | 9.                | [ 28 ] |

### Kajakarstwo górskie
| Zawodnik      | Konkurencja | Eliminacje | Eliminacje | Eliminacje | Eliminacje | Eliminacje | Eliminacje | Półfinały | Półfinały | Finał | Finał   | Pozycja | Źródło |
| Zawodnik      | Konkurencja | P 1        | M.         | P 2        | M.         | Razem      | M.         | Czas      | Miejsce   | Czas  | Miejsce | Pozycja | Źródło |
| ------------- | ----------- | ---------- | ---------- | ---------- | ---------- | ---------- | ---------- | --------- | --------- | ----- | ------- | ------- | ------ |
| Chang Chu-han | K-1 (k)     | 182,95     | 26.        | 136,66     | 25.        | 136,66     | 26.        | NQ        | NQ        | NQ    | NQ      | 26.     | [ 29 ] |

### Karate
| Zawodnik   | Konkurencja   | Eliminacje | Eliminacje | Eliminacje | Eliminacje | Eliminacje | Finał | Pozycja | Źródło |
| Zawodnik   | Konkurencja   | 1 kata     | 2 kata     | Średnia    | 3 kata     | Wynik      | Finał | Pozycja | Źródło |
| ---------- | ------------- | ---------- | ---------- | ---------- | ---------- | ---------- | ----- | ------- | ------ |
| Wang Yi-ta | kata mężczyzn | 25,00      | 24,94      | 24,97      | NQ         | NQ         | NQ    | 9.      | [ 30 ] |

| Zawodnik    | Konkurencja     | Faza grupowa     | Faza grupowa     | Faza grupowa     | Faza grupowa | Półfinały        | Finał            | Finał   | Źródło                             |
| Zawodnik    | Konkurencja     | Przeciwnik Wynik | Przeciwnik Wynik | Przeciwnik Wynik | Pozycja      | Przeciwnik Wynik | Przeciwnik Wynik | Pozycja | Źródło                             |
| ----------- | --------------- | ---------------- | ---------------- | ---------------- | ------------ | ---------------- | ---------------- | ------- | ---------------------------------- |
| Wen Tzu-yun | do 55 kg kobiet | Goranowa 3:5     | Bahmanyar 5:1    | Özçelik 5:4      | 2.           | Terluha 4:4      | NQ               | brąz    | [ 31 ] [ 32 ] [ 33 ] [ 34 ] [ 35 ] |

### Kolarstwo szosowe
| Zawodnik      | Konkurencja                    | Czas | Pozycja | Źródło |
| ------------- | ------------------------------ | ---- | ------- | ------ |
| Feng Chun-kai | wyścig ze startu wspólnego (m) | NQ   | NQ      | [ 36 ] |

### Lekkoatletyka
Konkurencje biegowe
| Zawodnik      | Konkurencja            | Eliminacje | Eliminacje | 1 Runda | 1 Runda | Półfinał | Półfinał | Finał | Finał   | Źródło |
| Zawodnik      | Konkurencja            | Wynik      | Miejsce    | Wynik   | Miejsce | Wynik    | Miejsce  | Wynik | Miejsce | Źródło |
| ------------- | ---------------------- | ---------- | ---------- | ------- | ------- | -------- | -------- | ----- | ------- | ------ |
| Yang Chun-han | 100 m (m)              | N/A        | N/A        | 10,21   | 5.      | NQ       | NQ       | NQ    | NQ      | [ 37 ] |
| Chen Kuei-ru  | 110 m przez płotki(m)  | N/A        | N/A        | 13,53   | 5.      | 13,57    | 6.       | NQ    | NQ      | [ 38 ] |
| Chen Chieh    | 400 m przez płotki (m) | N/A        | N/A        | 50,96 = | 7.      | NQ       | NQ       | NQ    | NQ      | [ 39 ] |
| Hsieh Hsi-en  | 100 m (k)              | 12,49      | 7.         | NQ      | NQ      | NQ       | NQ       | NQ    | NQ      | [ 40 ] |

Konkurencje techniczne
| Zawodnik        | Konkurencja        | Kwalifikacje | Kwalifikacje | Finał | Finał   | Źródło |
| Zawodnik        | Konkurencja        | Wynik        | Miejsce      | Wynik | Miejsce | Źródło |
| --------------- | ------------------ | ------------ | ------------ | ----- | ------- | ------ |
| Huang Shih-feng | rzut oszczepem (m) | 77,16        | 25.          | NQ    | NQ      | [ 41 ] |
| Cheng Chao-tsun | rzut oszczepem (m) | 71,20        | 30.          | NQ    | NQ      | [ 41 ] |

### Łucznictwo
| Zawodnik                                   | Konkurencja       | Runda rankingowa | Runda rankingowa | 1/32             | 1/16             | 1/8                 | Ćwierćfinały     | Półfinały        | Finał                    | Finał   | Źródło               |
| Zawodnik                                   | Konkurencja       | Wynik            | Miejsce          | Przeciwnik Wynik | Przeciwnik Wynik | Przeciwnik Wynik    | Przeciwnik Wynik | Przeciwnik Wynik | Przeciwnik Wynik         | Pozycja | Źródło               |
| ------------------------------------------ | ----------------- | ---------------- | ---------------- | ---------------- | ---------------- | ------------------- | ---------------- | ---------------- | ------------------------ | ------- | -------------------- |
| Tang Chih-chun                             | indywidualnie (m) | 668              | 12.              | Nguyễn W 7-1     | Wei W 6-5        | Shanny W 6-5        | Kim W 6-4        | Nespoli P 2-6    | Furukawa P 3-7           | 4.      | [ 42 ] [ 43 ] [ 44 ] |
| Wei Chun-heng                              | indywidualnie (m) | 661              | 21.              | Castro W 6-2     | Tang P 5-6       | NQ                  | NQ               | NQ               | NQ                       | 17.     | [ 42 ] [ 43 ] [ 44 ] |
| Deng Yu-cheng                              | indywidualnie (m) | 656              | 30.              | [[]] P 4-6       | NQ               | NQ                  | NQ               | NQ               | NQ                       | 33.     | [ 42 ] [ 43 ] [ 44 ] |
| Lin Chia-en                                | indywidualnie (k) | 651              | 21.              | Psarra W 6-4     | Pärnat W 7-3     | Brown P 2-6         | NQ               | NQ               | NQ                       | 9.      | [ 45 ] [ 46 ] [ 47 ] |
| Tan Ya-ting                                | indywidualnie (k) | 646              | 27.              | Pitman P 4-6     | NQ               | NQ                  | NQ               | NQ               | NQ                       | 33.     | [ 45 ] [ 46 ] [ 47 ] |
| Lei Chien-ying                             | indywidualnie (k) | 640              | 30.              | Marczenko P 4-6  | NQ               | NQ                  | NQ               | NQ               | NQ                       | 33.     | [ 45 ] [ 46 ] [ 47 ] |
| Tang Chih-chun Wei Chun-heng Deng Yu-cheng | drużynowo (m)     | 1985             | 6.               | N/A              | N/A              | Australia · W 5-4   | Chiny · W 5-1    | Holandia · W 6-0 | Korea Południowa · P 0-6 | srebro  | [ 48 ] [ 49 ]        |
| Lin Chia-en Tan Ya-ting Lei Chien-ying     | drużynowo (k)     | 1937             | 7.               | N/A              | N/A              | Niemcy · P 2-6      | NQ               | NQ               | NQ                       | 9.      | [ 50 ] [ 51 ]        |
| Tang Chih-chun Lin Chia-en                 | mikst             | 1319             | 8.               | N/A              | N/A              | Jadhav Kumari P 3-5 | NQ               | NQ               | NQ                       | 9.      | [ 52 ] [ 53 ]        |

### Pływanie
| Zawodnik        | Konkurencja          | Eliminacje | Eliminacje | Półfinał | Półfinał | Finał | Finał   | Źródło        |
| Zawodnik        | Konkurencja          | Czas       | Miejsce    | Czas     | Miejsce  | Czas  | Miejsce | Źródło        |
| --------------- | -------------------- | ---------- | ---------- | -------- | -------- | ----- | ------- | ------------- |
| Wang Kuan-hung  | 100 m motylkowym (m) | 52,44      | 36.        | NQ       | NQ       | NQ    | NQ      | [ 54 ]        |
| Wang Kuan-hung  | 200 m motylkowym (m) | 1:54,44    | 2.         | 1:55,52  | 13.      | NQ    | NQ      | [ 55 ] [ 56 ] |
| Wang Hsing-hao  | 200 m zmiennym (m)   | 2:00,72    | 37.        | NQ       | NQ       | NQ    | NQ      | [ 57 ]        |
| Wang Hsing-hao  | 400 m zmiennym (m)   | 4:19,06    | 25.        | N/A      | N/A      | NQ    | NQ      | [ 58 ]        |
| Huang Mei-chien | 50 m dowolnym (k)    | 25,99      | 38.        | NQ       | NQ       | NQ    | NQ      | [ 59 ]        |

### Podnoszenie ciężarów
| Zawodnik         | Konkurencja      | Rwanie | Rwanie  | Podrzut | Podrzut | Razem  | Pozycja | Źródło |
| Zawodnik         | Konkurencja      | Wynik  | Pozycja | Wynik   | Pozycja | Razem  | Pozycja | Źródło |
| ---------------- | ---------------- | ------ | ------- | ------- | ------- | ------ | ------- | ------ |
| Kao Chan-hung    | -61 kg mężczyzn  | 125 kg | 9.      | DNF     | DNF     | DNF    | DNF     | [ 60 ] |
| Chen Po-jen      | -96 kg mężczyzn  | 176 kg | 5.      | 205 kg  | 6.      | 381 kg | 5.      | [ 60 ] |
| Hsieh Yun-ting   | +109 kg mężczyzn | 172 kg | 13.     | 206 kg  | 10.     | 378 kg | 12.     | [ 60 ] |
| Fang Wan-ling    | -49 kg kobiet    | 80 kg  | 8.      | 101 kg  | 4.      | 181 kg | 4.      | [ 60 ] |
| Chiang Nien-hsin | -55 kg kobiet    | 81 kg  | 12.     | 95 kg   | 13.     | 176 kg | 13.     | [ 60 ] |
| Kuo Hsing-chun   | -59 kg kobiet    | 103 kg | 1.      | 133 kg  | 1.      | 236 kg | złoto   | [ 60 ] |
| Chen Wen-huei    | -64 kg kobiet    | 103 kg | 4.      | 127 kg  | 3.      | 230 kg | brąz    | [ 60 ] |

### Strzelectwo
| Zawodnik                    | Konkurencja                  | Kwalifikacje | Kwalifikacje | Finał | Finał   | Źródło        |
| Zawodnik                    | Konkurencja                  | Wynik        | Pozycja      | Wynik | Pozycja | Źródło        |
| --------------------------- | ---------------------------- | ------------ | ------------ | ----- | ------- | ------------- |
| Lu Shao-chuan               | karabin pneumatyczny (m)     | 626,3        | 17.          | NQ    | NQ      | [ 61 ]        |
| Lin Ying-shin               | karabin pneumatyczny (k)     | 623,4        | 26.          | NQ    | NQ      | [ 62 ]        |
| Lin Ying-shin Lu Shao-chuan | karabin pneumatyczny (mikst) | 625,4        | 14.          | NQ    | NQ      | [ 63 ] [ 64 ] |
| Wu Chia-ying                | pistolet pneumatyczny (k)    | 573-18x      | 14.          | NQ    | NQ      | [ 65 ] [ 66 ] |
| Tien Chia-chen              | pistolet pneumatyczny (k)    | 559-10x      | 42.          | NQ    | NQ      | [ 65 ] [ 66 ] |
| Tien Chia-chen              | pistolet sportowy (k)        | 584-24x      | 5.           | 10    | 8.      | [ 67 ]        |
| Wu Chia-ying                | pistolet sportowy (k)        | 584-22x      | 7.           | 23    | 5.      | [ 67 ]        |
| Yang Kun-pi                 | trap (m)                     | 121          | 14.          | NQ    | NQ      | [ 68 ]        |

### Taekwondo
| Zawodnik     | Konkurencja     | 1/16             | 1/8                 | Ćwierćfinał      | Półfinał         | Repesaż          | Finał/3.miejsce  | Finał/3.miejsce | Źródło |
| Zawodnik     | Konkurencja     | Przeciwnik Wynik | Przeciwnik Wynik    | Przeciwnik Wynik | Przeciwnik Wynik | Przeciwnik Wynik | Przeciwnik Wynik | Pozycja         | Źródło |
| ------------ | --------------- | ---------------- | ------------------- | ---------------- | ---------------- | ---------------- | ---------------- | --------------- | ------ |
| Huang Yu-jen | -68 kg mężczyzn | Bye              | Hosseini P 15-18    | NQ               | NQ               | NQ               | NQ               | 12.             | [ 69 ] |
| Liu Wei-ting | -80 kg mężczyzn | N/A              | Bejgi P 11-15       | NQ               | NQ               | NQ               | NQ               | 11.             | [ 70 ] |
| Su Po-ya     | -49 kg kobiet   | N/A              | Yamada P 9-10       | NQ               | NQ               | NQ               | NQ               | 11.             | [ 71 ] |
| Lo Chia-ling | -57 kg kobiet   | N/A              | Lee Ah-reum W 20-18 | Park W 18-7      | Zolotic P 5-28   | N/A              | Yessouf W 10-6   | brąz            | [ 72 ] |

### Tenis stołowy
| Zawodnik                                  | Konkurencja           | Eliminacje       | Runda 1          | Runda 2          | Runda 3              | 1/8 finału                | Ćwierćfinały                  | Półfinały          | Finał                       | Finał   | Źródło |
| Zawodnik                                  | Konkurencja           | Przeciwnik Wynik | Przeciwnik Wynik | Przeciwnik Wynik | Przeciwnik Wynik     | Przeciwnik Wynik          | Przeciwnik Wynik              | Przeciwnik Wynik   | Przeciwnik Wynik            | Pozycja | Źródło |
| ----------------------------------------- | --------------------- | ---------------- | ---------------- | ---------------- | -------------------- | ------------------------- | ----------------------------- | ------------------ | --------------------------- | ------- | ------ |
| Lin Yun-ju                                | gra pojedyncza (m)    | N/A              | N/A              | N/A              | Källberg W 4-1       | Tsuboi W 4-2              | Jorgić W 4-0                  | Fan Zhendong P 3-4 | Ovtcharov P 3-4             | 4.      | [ 73 ] |
| Chuang Chih-yuan                          | gra pojedyncza (m)    | N/A              | N/A              | Cifuentes W 4-3  | Wong Chun-ting W 4-1 | Omar Assar P 3-4          | NQ                            | NQ                 | NQ                          | 9.      | [ 73 ] |
| Lin Yun-ju Chuang Chih-yuan Chen Chien-an | turniej drużynowy (m) | N/A              | N/A              | N/A              | N/A                  | Chorwacja · W 3-0         | Niemcy · P 2-3                | NQ                 | NQ                          | 5.      | [ 74 ] |
| Cheng I-ching                             | gra pojedyncza (k)    | N/A              | N/A              | N/A              | Yu Mengyu P 0-4      | NQ                        | NQ                            | NQ                 | NQ                          | 17.     | [ 75 ] |
| Chen Szu-yu                               | gra pojedyncza (k)    | N/A              | N/A              | N/A              | Zhang W 4-0          | Sun Yingsha P 0-4         | NQ                            | NQ                 | NQ                          | 9.      | [ 75 ] |
| Cheng I-ching Chen Szu-yu Cheng Hsien-tzu | turniej drużynowy (k) | N/A              | N/A              | N/A              | N/A                  | Stany Zjednoczone · W 3-0 | Japonia · P 0-3               | NQ                 | NQ                          | 5.      | [ 76 ] |
| Lin Yun-ju Cheng I-ching                  | turniej mieszany      | N/A              | N/A              | N/A              | N/A                  | Kamal Batra W 4-0         | Lee Sang-su Jeon Ji-hee W 4-2 | Mizutani Itō P 1-4 | Lebesson Jia Nan Yuan W 4-0 | brąz    | [ 77 ] |

### Tenis ziemny
| Zawodnik                    | Konkurencja | Pierwsza runda          | Druga runda                            | Trzecia runda    | Ćwierćfinały     | Półfinały        | Finał            | Finał   | Źródło |
| Zawodnik                    | Konkurencja | Przeciwnik Wynik        | Przeciwnik Wynik                       | Przeciwnik Wynik | Przeciwnik Wynik | Przeciwnik Wynik | Przeciwnik Wynik | Pozycja | Źródło |
| --------------------------- | ----------- | ----------------------- | -------------------------------------- | ---------------- | ---------------- | ---------------- | ---------------- | ------- | ------ |
| Lu Yen-hsun                 | singiel (m) | Zverev P 0-2 (1:6, 3:6) | NQ                                     | NQ               | NQ               | NQ               | NQ               | 33.     | [ 78 ] |
| Hsieh Yu-chieh Hsu Chieh-yu | debel (k)   | N/A                     | Krejčíková Siniaková P 0-2 (2:6, 1:6)  | NQ               | NQ               | NQ               | NQ               | 17.     | [ 79 ] |
| Chan Hao-ching Latisha Chan | debel (k)   | N/A                     | Niculescu Olaru P 1-2 (5:7, 6:1, 6:10) | NQ               | NQ               | NQ               | NQ               | 17.     | [ 79 ] |

### Wioślarstwo
| Zawodnik      | Konkurencja | Eliminacje | Eliminacje | Repasaż | Repasaż | Ćwierćfinały | Ćwierćfinały | Półfinały | Półfinały       | Finał   | Finał      | Miejsce | Źródło |
| Zawodnik      | Konkurencja | Czas       | M.         | Czas    | M.      | Czas         | M.           | Czas      | M.              | Czas    | M.         | Miejsce | Źródło |
| ------------- | ----------- | ---------- | ---------- | ------- | ------- | ------------ | ------------ | --------- | --------------- | ------- | ---------- | ------- | ------ |
| Huang Yi-ting | W1x         | 8:04,59    | 4.         | 8:11,56 | 2.      | 8:34,51      | 6.           | 7:56,00   | 5. Półfinał C/D | 7:52,18 | 2. Finał D | 20.     | [ 80 ] |